# Rodentolepis straminea
Rodentolepis straminea är en plattmaskart som först beskrevs av Johann August Ephraim Goeze 1782.  Rodentolepis straminea ingår i släktet Rodentolepis och familjen Hymenolepididae. Inga underarter finns listade i Catalogue of Life.